# 漢密爾頓鎮區 (密蘇里州哈里森縣)
漢密爾頓鎮區（英語：Hamilton Township）是位於美國密蘇里州哈里森縣的一個行政鎮區。

## 地方資料
漢密爾頓鎮區的面積為110.22平方千米，當中陸地面積為109.56平方千米，而水域面積為0.66平方千米。根據2020年美國人口普查的數據，當地共有人口232人，而人口密度為每平方千米2.1人。